# Bianca Giovannini (cantante)
Bianca Giovannini, detta la Jorona (Roma, 12 gennaio 1967), è una cantante e cantautrice italiana.

## Biografia
Figlia del politico e sindacalista Elio Giovannini, cresce a Roma con la passione per il canto sin da bambina.
Gli studi la portano inizialmente a diventare un'archeologa classica e realizzare importanti esperienze di scavo (è stata anche docente universitaria per alcuni anni in America Latina), finché la sua grande passione per il canto non prende il sopravvento, anche tramite il perfezionamento in etnomusicologia e antropologia culturale, diventando con il tempo una delle rappresentanti femminili di maggior rilievo del folk romano e della canzone d'autore in dialetto.
Si è guadagnata sul campo lo pseudonimo "la Jorona" che la contraddistingue (tratto dalla famosa canzone messicana Llorona) e in scena si fa accompagnare dal 2001 dal suo affiatato gruppo, la "BandaJorona".
Ha realizzato tre album con il suo gruppo, finalmente approdando alla scrittura in prima persona dei propri brani nel nuovo lavoro "Io so' me" presentato in anteprima a Roma il 29 novembre 2018. Aveva già radicato la propria identità nella collaborazione con il Muro del Canto ed Ardecore (con la partecipazione di Remo Remotti), realizzando, con il progetto Mamma Roma addio, il "manifesto" della Nuova Canzone Popolare Romana.
Sperimenta costantemente nuove forme di espressione vocale dalle piazze ai teatri, dai campi rom alle celebrazioni sociali e politiche, dagli eventi dell’Estate Romana ai centri sociali. Nel suo percorso artistico e culturale ha sempre voluto coniugare la performance e lo spettacolo alla diffusione della cultura e quindi, a partire dai lavori di ricerca sulla tradizione folklorica e popolare musicale, ha portato il proprio lavoro nei contesti più aperti e con le modalità più inusuali. In un interessante mix contemporaneo tra Gabriella Ferri e Joan Baez, è stata definita spiritosamente dalla critica musicale "la regina dell'underground romano".
Da alcuni anni ha iniziato una fruttuosa collaborazione con Mario Castelnuovo, incidendo, tra l'altro, il brano Trasteverina del suo album Musica per un incendio (EGEA Music) ed il singolo Io mi ricordo L'Aquila.

## Discografia

### Album con Grupo Cienfuegos
- 2004 - Bacatà (GodaGoda Records)

### Album con BandaJorona
- 2004 - Romana (GodaGoda Records)
- 2012 - Mettece Sopra (Goodfellas Records)
- 2018 - Io so' me (Squilibri editore)

### Compilation
- 2012 - Mamma Roma addio (Goodfellas Records) con BandaJorona

### Partecipazioni
- 2009 - L'odore del mondo (Corasong) per Marco Rovelli, Libertaria
- 2012 - Tradizione elettrica (I) per Luca Faggella e Giorgio Baldi, Tradizione elettrica
- 2013 - Bimba col pugno chiuso (Todomodo) collaborazione con Amy Denio per la colonna sonora del DVD
- 2014 - Trasteverina (EGEA Music) per Mario Castelnuovo, "Musica per un incendio"
- 2014 - Canzoniere Anarchico (Goodfellas Records) partecipazione in diversi brani per i Montelupo
- 2018 - Io mi ricordo L'Aquila (Cinemusicanova) per Mario Castelnuovo